# Brigitta Helbig-Mischewski

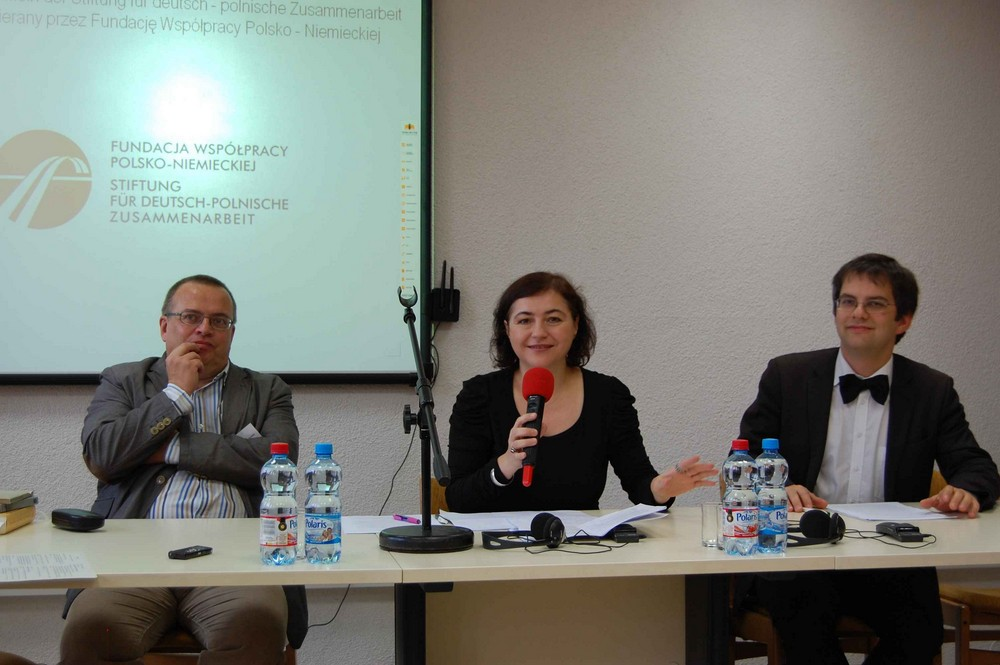
Brigitta Helbig-Mischewski

Brigitta Helbig-Mischewski, poln. Brygida Helbig, (* 12. November 1963 in Stettin) ist eine deutsch-polnische Schriftstellerin, Literaturwissenschaftlerin und Übersetzerin.

## Bildungsweg
Brygida Helbig begann im Jahr 1982 das Polonistikstudium an der Universität Stettin. Anfang November 1983 verließ sie die Volksrepublik Polen und siedelte sich im Ruhrgebiet an. 1984 besuchte sie die Sprachschule für Spätaussiedler der Otto Benecke Stiftung in Anrath bei Krefeld. 1985 schloss sie das deutsche Abitur am Eichendorffkolleg in Geilenkirchen ab und setzte ihr Studium an der Ruhr-Universität Bochum fort, wo sie Slawistik und Germanistik studierte.
Das Magisterstudium schloss sie im Jahr 1990 ab. Anschließend war sie von 1991 bis 1994 Stipendiatin des Cusanuswerks. Zusammen mit Michael Fleischer und Magdalena Telus gründete sie in Bochum den Dichter-Club „Dichter-Fressen“ und schreib in diesem Zusammenhang ihren ersten Roman Pałówa in Anspielung auf den Roman Połuba von Karol Irzykowski.
1994 promovierte sie mit der Doktorarbeit über die polnische Literaturhistorikerin und -kritikerin Maria Janion und die Literaturwelt Danzigs in den 70er und 80er Jahren. 2004 habilitierte sie sich an der Humboldt-Universität zu Berlin (Slawische Literatur und Kultur) mit der Monografie über die fast vergessene polnische Dichterin der Jahrhundertwende Maria Komornicka Ein Mantel aus Sternenstaub. Geschlechtstransregress und Wahnsinn bei Maria Komornicka. Brygida Helbig-Mischewski war von 1994 bis 2005 an der Humboldt-Universität zu Berlin tätig.

### Autorin
Sie debütierte 1995 mit Ausschnitten aus ihrem poetischen Initiationsroman über das Erwachsenwerden eines Mädchens im sozialistischen Polen der 70er Jahre in der Zeitschrift FA-art. Der Roman erschien dann unter dem Titel Knüppelprügel (Pałówa) im Jahr 2000 in Danzig. Ihr erster Gedichtband Jasmins Verse (Wiersze Jaśminy), erschien 1997 in Berlin in einer vom „Club der polnischen Versager“ herausgegebenen Menu-Reihe.
Mit dem Buch Ossis und andere Leute (Enerdowce i inne ludzie) in dem sie aus der selbstironischen Sicht einer Privatdozentin mit Migrationshintergrund u. a. über die deutsch-deutschen Befindlichkeiten schreibt, wurde sie im Jahr 2012 für den Nike-Literaturpreis nominiert und kam in die Endrunde für den Literaturpreis Gryfia. Der Erzählband erschien 2015 im Freiraum Verlag in deutscher Sprache, übersetzt von Paulina Schulz.
Der polnische Kurzroman Anioły i świnie w Berlinie wurde von der Regisseurin Janina Szarek szenisch umgesetzt und wird als Pfannkuchen, Schweine, Heiligenscheine u. a. am Studio am Salzufer in Berlin aufgeführt. Es ist eine Migrationsgroteske und ein ironischer Campusroman zugleich. Er erschien 2016 im Freiraum-Verlag als Engel und Schweine in der Übersetzung von Lothar Quinkenstein. Gemeinsam mit Lothar Quinkenstein führt sie Veranstaltungen zum Schaffen von Bruno Schulz durch.
Ihr Roman Himmelchen (Niebko) wurde im Jahr 2013 für den Nike-Literaturpreis nominiert und kam 2014 ins Finale. Es ist ein teils autobiographisch angelegter „Wurzelroman“ über die Suche nach deutsch-polnischer Herkunft, traumatisierende und Kraft spendende Familienerbe, eingebettet in die Nachbeben mitteleuropäischer Geschichte. Der Roman erzählt die Geschichte eines Galiziendeutschen, der nach dem Zweiten Weltkrieg in Polen bleibt und die Identität wechselt; er wird ein Pole. Er kommt nach Stettin und heiratet die ebenfalls aus ihrer ostpolnischen Heimat vertriebene Basia. Der Titel Niebko bezieht sich auf das polnische Kinderspiel „Himmelchen“, bei dem kleine Collagen aus getrockneten Blättern und aus Bonbonpapier, mit einer Glasscherbe zugedeckt, in der Erde als Schatz vergraben und dann wieder gesucht werden. Die Autorin knüpft in ihrem Roman an die Geschichte eigener Vorfahren an. Die väterlicherseits waren Galiziendeutsche und lebten bis 1939 in Steinfels, Bandrow und Makowa; Ortschaften die heute zum Karpatenvorland Südostpolens gehören (Bieszczady). Die Vorfahren mütterlicherseits stammen aus der Nähe von Nowogródek, aus dem heutigen Weißrussland.
Die Erzählung Inna od siebie handelt von dem Leben und Schaffen der Dichterin und Schriftstellerin Maria Komornicka. Es ist eine fiktive Erzählung, die das Schicksal der Dichterin, ihrer Familie, ihrer Freunde und wegbegleitenden Künstler interpretiert. Maria Komornickas Biographie, zählt zu den ungewöhnlichsten Künstlerbiographien der polnischen- und europäischen Literatur. Die Erzählung ist auch eine emotionale Spurensuche, die sich der Identitätswechsel der Künstlerin behutsam annähert und die Mythen um sie erhellt. Das Buch wurde 2017 für den Literaturpreis der Stadt Warschau nominiert.
Brygida Helbig schreibt außerdem für Der Freitag, Zeitonline und Tagesspiegel zu politischen Themen im deutsch-polnischen Kontext. Sie gibt Kurse für kreatives Schreiben und Schreibcoaching. Seit 2018 veröffentlicht sie Radio-Features auf dem Radiosender COSMO.

#### Wissenschaftlerin
Ende 1994 wurde Brygida Helbig als wissenschaftliche Mitarbeiterin beim Professor Heinrich Olszowski, später war sie als Assistentin am Lehrstuhl für Westslawische Literaturen und Polonistik an der Humboldt-Universität zu Berlin tätig. Anschließend war sie dort von 2005 bis 2015 als Privatdozentin tätig. Von 2006 bis 2007 lehrte sie Polonistik als Gastdozentin an der Karls-Universität Prag. Von 2008/09 bis 2013 war als Gastprofessorin an der Universität Stettin in den Fachbereichen Kulturwissenschaft und Publizistik tätig. Seit 2013 ist sie Professorin am Deutsch-Polnischen Forschungsinstitut des Collegium Polonicums in Słubice, das zur Universität Posen und zur Universität Viadrina gehört. Ihr Wohnsitz bleibt Berlin.
Als Wissenschaftlerin veröffentlichte Brigitta Helbig-Mischewski (auch unter dem Namen Brygida Helbig-Mischewski oder Miszewski) mehrere wissenschaftliche und publizistische Texte im Bereich der Literatur, Theater, Film, Kultur, interkultureller Kommunikation und Politik in deutscher und polnischer Sprache. Darunter befinden sich Arbeiten über die polnische Lyrikerin Wisława Szymborska, Maria Janion, Olga Tokarczuk über den deutschen Übersetzer und Lyriker Henryk Bereska, Inga Iwasiów, Bożena Keff, Eugen Ruge, Marion Brasch, Hans-Joachim Maaz, die Schriftsteller Bruno Schulz und Bolesław Leśmian oder Maria Komornicka, die Mitglieder des „Clubs der Polnischen Versager“ und die polnischen Schriftsteller in Deutschland, aber auch Filme wie z. B. „Brokeback Mountain“. Ihre Literatur- und Kulturwissenschaftlichen Forschungsbereiche sind mannigfaltig, die zentralen Themen in ihren Arbeiten sind: deutsch-polnischer Kultur- und Wissenstransfer, Feminismus und Gender, Männerstudien, Migrationsliteratur, Komparatistik, Identität und jüdisches Erbe in der polnischen Literatur. Zuletzt (2017) erschien unter ihrer Herausgeberschaft im Leipziger-Universitätsverlag der deutsch-polnische Sammelband Migrantenliteratur im Wandel, der sich den Narrationen der jüngeren Generation – nicht nur – polnisch stämmiger Autoren in Europa widmet.
Wissenschaftliche Artikel schreibt sie u. a. für Teksty drugie, Pogranicza, Rocznik Komparatystyczny, Studia Poznańskie, Zeitschrift für Slawistik sowie Zeitschrift für Slavische Philologie. Sie ist ein Mitglied der Redaktion der Literaturzeitschrift Autobiografia.
Brygida Helbig–Mischewski ist Mitbegründerin des Berliner Projekts „Universität der drei Generationen“ (UTP). Das Projekt bringt durch wissenschaftliche Gastvorträge die polnische Sprache in den öffentlichen Raum und richtet sich generationsübergreifend an Interessierte.
Mit ihrem Schaffen leistet sie wichtige Beiträge zur deutsch-polnischen Verständigung und Grundlagenforschung sowie kultureller Zusammenarbeit zwischen Wissenschaft und Kunst wie u. a. mit dem „Club der polnischen Versager“, dem Funkhaus Europa oder im Buchbund Berlin. Zudem wurde sie von der Humboldt-Universität zweifach mit dem Fakultätspreis der Philosophischen Fakultät für hervorragende Lehre ausgezeichnet.
Zu ihren ehemaligen Studentinnen gehören: Lisa Palmes, Antje Ritter-Jasinska, Magdalena Parys, Natalie Buschhorn, Joanna Lipniewicz.

### Schriften (Auswahl)
- New-Age-Diskurs in der polnischen Literaturwissenschaft, Literaturkritik und Lyrik der 70er und 80er Jahre. Rekonstruktion eines Weltbildes. (Doktorarbeit Bochum 1994), Verlag Otto Sagner, München 1995, ISBN 978-3-87690-611-9.
- Jasmins Verse (Wiersze Jaśminy). Mordellus Press, Berlin 1997.
- Knüppelprügel (Pałówa).[2] Wydawnictwo B 1, Gdańsk 2000, ISBN 83-910-8830-8.
- Monografie: Ein Mantel aus Sternenstaub. Geschlechtstransregress und Wahnsinn bei Maria Komornicka[3]. (Doktordissertation Humboldt-Universität zu Berlin 2004), Book-on-Demand, Norderstedt 2005, ISBN 3-8334-2969-0.
  - polnische Übersetzung: Strącona bogini. Rzecz o Marii Komornickiej. Universitas, Kraków 2010, ISBN 978-83-242-0823-4.
- Anioły i świnie. W Berlinie! Wydawnictwo Forma, Szczecin 2005.
  - dt. Übersetzung von Lothar Quinkenstein: Engel und Schweine. freiraum-verlag, Greifswald 2016, ISBN 978-3-943672-91-6.
- als Herausgeberin (mit Gabriela Matuszek): Fährmann grenzenlos. Deutsche und Polen im heutigen Europa. Zum Gedanken an Henryk Bereska. Georg Olms Verlag, Hildesheim 2008, ISBN 978-3-487-13639-4.
- Hilfe.[4] Gedichte. Wydawnictwo Forma, Szczecin 2010, ISBN 978-83-60881-52-1.
- Enerdowce i inne ludzie, czyli jak nie zostałem bohaterem. Wydawnictwo Forma, Szczecin 2011, ISBN 978-83-60881-71-2.
  - dt. Übersetzung von Paulina Schulz: Ossis und andere Leute. freiraum-verlag, Greifswald 2015, ISBN 978-3-943672-71-8.
- Niebko. Wydawnictwo W.A.B., Warszawa 2013, ISBN 978-83-7747-959-9.
  - dt. Übersetzung von Natalie Buschhorn: Kleine Himmel. Klak Verlag, Berlin 2019, ISBN 978-3-948156-07-7.
- Inna od siebie. Wydawnictwo W.A.B., Warszawa 2016, ISBN 978-83-280-2137-2.
- als Herausgeberin (mit Małgorzata Zduniak-Wiktorowicz): Migrantenliteratur im Wandel / Literatura migracyjna w procesie (= Studien zum deutsch-polnischen Kulturtransfer. Band 6). Leipziger Universitätsverlag, Leipzig 2017, ISBN 978-3-96023-072-4. (deutsch / polnisch)
- mit Justina Helbig (Tochter): W imię matki i córki. Wydawnictwo W.A.B., Warszawa 2025, ISBN 978-83-8387-609-2

### Publikationen
- „Pałuba“ Karola Irzykowskiego. Konstrukcja i psychologiczna koncepcja powieści. Magisterarbeit, Ruhr-Universität Bochum 1990.
- mit Judith Arlt, Krzysztof Maria Załuski: Neue Geschichten aus der Pollakey. In: Anthologie zeitgenössischer polnischer Prosa. B1 Verlag, Jestetten 2000, ISBN 3-00-006717-5.
- Lieber Rainer. In: Piastów 75. Wydawnictwo Forma, Szczecin 2005, S. 29–36.
- Sozrealistische Lyrik von Wisława Szymborska. In: Alfrun Kliems, Ute Raßloff, Peter Zajac (Hrsg.): Lyrik des 20. Jahrhunderts in Ost-Mittel-Europa. Band 2: Sozialistischer Realismus. Frank & Timme, Berlin 2006, ISBN 3-86596-021-9, S. 191–203 (PDF; 142 kB).
- Die Worte treiben Unzucht im Himmel. Bolesław Leśmian und die Subjektauffassungen der Spätmoderne. In: Alfrun Kliems, Ute Raßloff, Peter Zajac (Hrsg.): Spätmoderne. Lyrik des 20. Jahrhunderts in Ost-Mittel-Europa 1. Frank & Timme, Berlin 2006, ISBN 978-3-86596-020-7, S. 225–234.
- Kallemalle. In: Antologia współczesnych polskich opowiadań. Wydawnictwo Forma, Szczecin 2008.
- Polak, Turek, Niemiec. Szczecin-Angermünde-Berlin. In: Antologia współczesnych polskich opowiadań. Wydawnictwo Forma, Szczecin 2011.
- Kleine Prinzessin (Mała księżniczka). In: Heinrich von der Haar (Hrsg.): Dzieciństwo w Polsce, Dzieciństwo w Niemczech. Proza i Poezja = Kindheit in Polen, Kindheit in Deutschland. Prosa und Gedichte. (Anthologie). Heidi Ramlow Verlag, Berlin 2015, ISBN 978-3-939385-08-0, S. 148–156.

### Theaterstück
- mit Janina Szarek (Regie): Pfannkuchen, Schweine, Heiligenscheine. ‚Teatr Studio am Salzufer‘ in Berlin 2014 / Teatr Współczesny in Stettin 2014.

## Ehrungen
Preise und Finalistin-Positionen
- 2011: Rektorpreis der Universität Stettin für die Habilitationsschrift Strącona bogini
- 2012: Finalistin für Gryfia-Literaturpreis mit Enerdowce i inne ludzie
- 2014: Finalistin für Nike-Literaturpreis mit Niebko
- 2016: Goldene Eule (Złota Sowa Polonii) in Wien für Niebko[5]
- 2025: Stadtschreiberin der Stadt Szczecin, Deutsches Kulturforum östliches Europa[6]

Nominierungen
- 2012: Nominierung für Nike-Literaturpreis mit Enerdowce i inne ludzie
- 2013: Nominierung für Śląski Wawrzyn Literacki in Katowice mit Niebko[7]
- 2017: Nominierung für Literaturpreis der Hauptstadt Warschau mit Inna od siebie